# Paropsia brazzaeana
Paropsia brazzaeana je biljka iz porodice Passifloraceae, roda Paropsia. Prihvaćeno je ime
Ima varijaciju Paropsia brazzaeana var. orientalis Sleumer.
Sinonimi su Paropsia argutidens Sleum. i Paropsia reticulata Engl. odnosno Paropsia reticulata var. ovatifolia Engl. i Paropsia reticulata var. proschii Briq..
Raste u sjeverozapadnoj i južnoj Zambiji, Zimbabveu (Midlands) i Južnoj Africi, Kamerunu, Srednjoafričkoj Republici, Kongu (Brazzaville), DR Kongu (Zairu), Angoli, Namibiji, Botsvani, a primjerci su pokupljeni na visinama od 950 metara nadmorske visine do 1440 metara nadmorske visine.
Nije svrstana u IUCN-ov popis ugroženih vrsta.

## Vanjske poveznice
- Paropsia na Germplasm Resources Information Network (GRIN)  Arhivirana inačica izvorne stranice od 3. svibnja 2013. (Wayback Machine), SAD-ov odjel za poljodjelstvo, služba za poljodjelska istraživanja.